# Neuwirtshaus (Wartmannsroth)

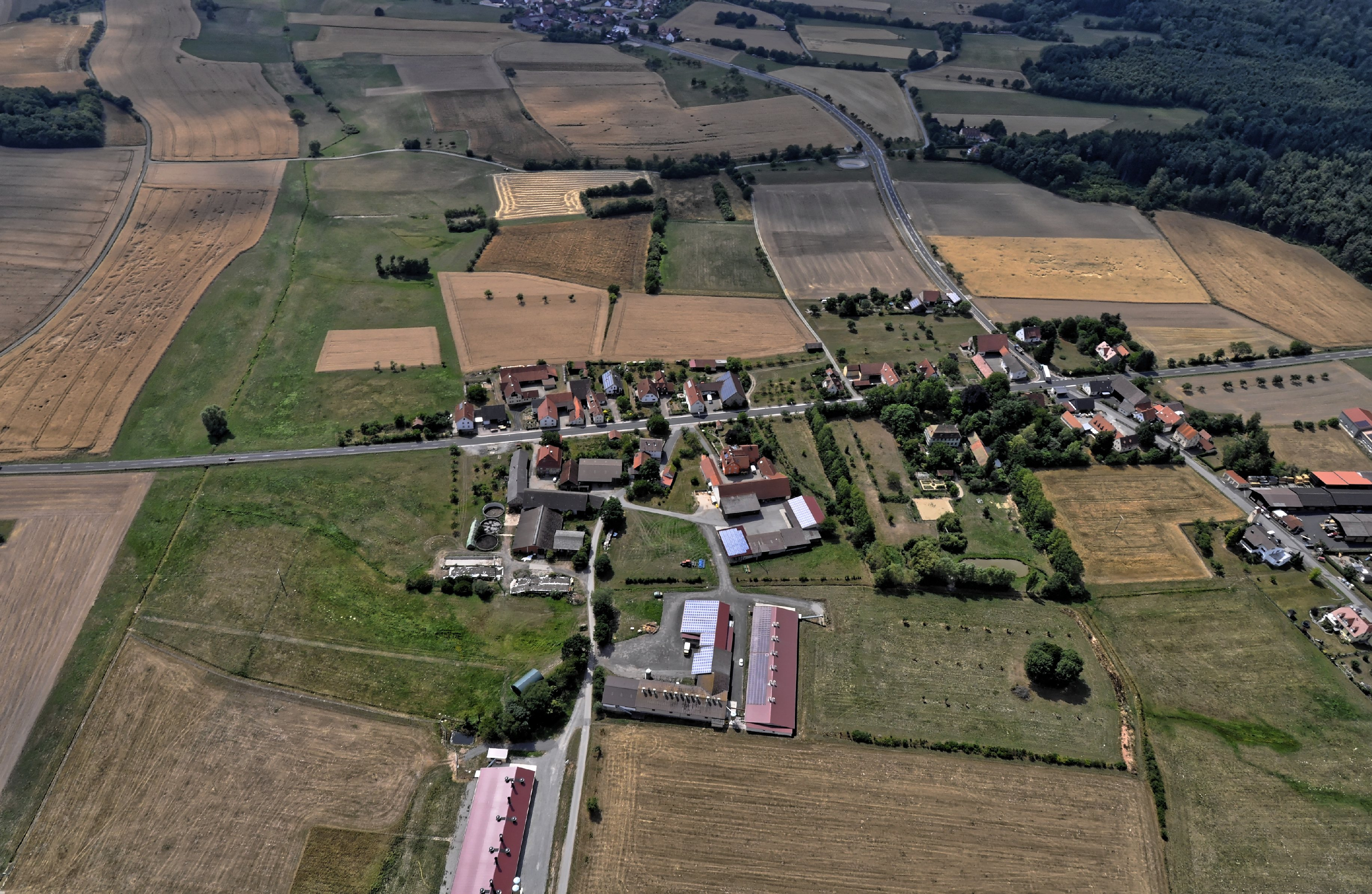
Neuwirtshaus

Neuwirtshaus ist ein Gemeindeteil der Gemeinde Wartmannsroth im unterfränkischen Landkreis Bad Kissingen in Bayern.

## Geographische Lage
Das Dorf Neuwirtshaus liegt nordöstlich von Wartmannsroth. Die durch den Ort verlaufende Bundesstraße 27 führt nordwärts über Untergeiersnest, Unterleichtersbach, Oberleichtersbach und Buchrasen nach Bad Brückenau und südwärts über Untererthal (Gemeindeteil von Hammelburg) nach Hammelburg. Von Neuwirtshaus aus führt die Staatsstraße 2302 in südwestlicher Richtung über Schwärzelbach und dessen Gemeindeteil Neudorf nach Wartmannsroth. Durch Neuwirtshaus verläuft der Fränkische Marienweg.

## Geschichte
Die Gründung des Ortes geht auf den Schwärzelbacher Bürger Stophel Bohlig zurück, der an der nahe Schwärzelbach gelegenen Verbindungsstraße zwischen Hammelburg und Fulda ein Haus mit Wirtschaftsbetrieb errichtete. Die Genehmigung durch die Fuldaer Regierung erfolgte im März 1719; eine über dem Kellereingang angebrachte Jahreszahl bezeugt, dass Bohlig noch im selben Jahr mit den Bauarbeiten zu dem von ihm geplanten Wirtshaus begann.
Im Jahr 1764 entstand sich mit dem kleinen fuldischen Jagdschlösschen (einem zweigeschossigen, verschindelten Mansarddachbau, nach 1803 nur noch Forsthaus, Baudenkmal) das erste Anwesen neben Bohligs Gaststätte an; im Jahr 1832 umfasste die Siedlung neun Anwesen mit 13 Familien und 71 Einwohnern. Bekannt wurde Neuwirtshaus durch das Jägerhaus sowie dem zur Siedlung gehörenden Forstamt, das am 1. Mai 1969 an Hammelburg überging.
Im Rahmen der Gebietsreform in Bayern wurde die Gemeinde Schwärzelbach am 1. Mai 1978 nach Wartmannsroth eingemeindet.

## Baudenkmäler
Im Ort sind acht Objekte als Baudenkmäler ausgewiesen: 

## Söhne und Töchter des Ortes
- Thomas Bold (* 1961), Landrat